# زاكارباتيا (مقاطعة)
مقاطعة زاكارباتيا أو زَكَرباتية أو مقاطعة ترانسكارباتيا (بالأوكرانية: Закарпатська область، وبالسلوفاكية: Zakarpatská oblasť) هي مقاطعة تقع في الجنوب الغربي لأوكرانيا، مركزها الإداري وعاصمتها الحالية مدينة أوجهورود.

## الجغرافيا
تقع زاكارباتيا أوبلاست في الجنوب الغربي لأوكرانيا كما كانت تشكل جزءاً كبيراً من المنطقة التاريخية المعروفة أحياناً باسم «روثينيا الكارباتية».
يحدها من الشمال بولندا ولفيف أوبلاست ومن الجنوب رومانيا ومن الشمال الشرقي إيفانو فرانكيفسك أوبلاست، كما يحدها غرباً كل من المجر وسلوفاكيا في الجنوب الغربي.
تقدر مساحة زاكارباتيا أوبلاست بـ12,777 كم² بحوالي 2.11٪ من المساحة الإجمالية لأوكرانيا.

## روابط خارجية
- الموقع الرسمي لحكومة زاكارباتيا أوبلاست بالأوكرانية نسخة محفوظة 15 فبراير 2021 على موقع واي باك مشين.
- الموقع الرسمي لحكومة زاكارباتيا أوبلاست بالتشيكية